# Слова Григорія Богослова
Слова Григорія Богослова (Назіянзина), 13 проповідей одного з візантійських отців Церкви, Григорія Богослова, єпископа константинопольського (379 — 81), автора віршів, проповідей та листів. Слова Григорія Богослова були перекладені (можливо, у Києві) з грецького ориґіналу на церковнослов'янську мову української редакції і збереглися у рукописі XI ст. Цікаві мовою, змістом та згадками про слов'янські звичаї (присяга з дереном на голові). Твори Григорія Богослова мали вплив на місцевих (зокрема Кирила Турівського) проповідників.